# Witgestreepte waaierslak
De witgestreepte waaierslak (Fjordia lineata) is een slakkensoort uit de familie van de Coryphellidae. De wetenschappelijke naam van de soort werd in 1846 voor het eerst geldig gepubliceerd door Lovén als Aeolis lineata.

## Beschrijving
De witgestreepte waaierslak is een pluimvormige zeenaaktslak met lengte tot maximaal 50 mm (normaal 20–30 mm). Het lichaam is doorschijnend wit van kleur met dunne lijnen van ondoorzichtig wit pigment. De rugtentakels (de cerata genaamd) zijn talrijk en gerangschikt in 5-8 clusters langs de zijkanten van het lichaam. Ze zijn gevuld met spijsverteringsklieren van wisselende kleuren, zoals rood, roodbruin of geeloranje. Er zijn twee lijnen wit pigment aan de zijkanten van de cerata en hebben een ring van wit pigment onder de punt. De reuksprieten (rinoforen) zijn duidelijk lang en taps toelopend. Op de uiteinden zijn witte pigmentvlekken, met kleine wratjes zichtbaar.

## Verspreiding
De witgestreepte waaierslak is bekend dat het alleen voorkomt aan de Europese westkust, van Noorwegen, Zweden, via de Britse Eilanden tot aan de westelijke Middellandse Zee. Is zeldzaam in de Nederlandse kustwateren. De eerste Nederlandse waarneming was in 1954 (aangespoeld bij Den Helder). Vanaf 1999 aanwezig in de Oosterschelde nabij Burghsluis. In In 2011 en 2012 werd door soort ook aangetroffen op de Doggersbank. De witgestreepte waaierslak is een sublitorale soort die gewoonlijk wordt aangetroffen op een diepte van 20-40 meter, waar hij zich voedt met hydroïdpoliepen, zoals de penneschaft (Tubularia indivisa).